# Jerzy Boczkowski

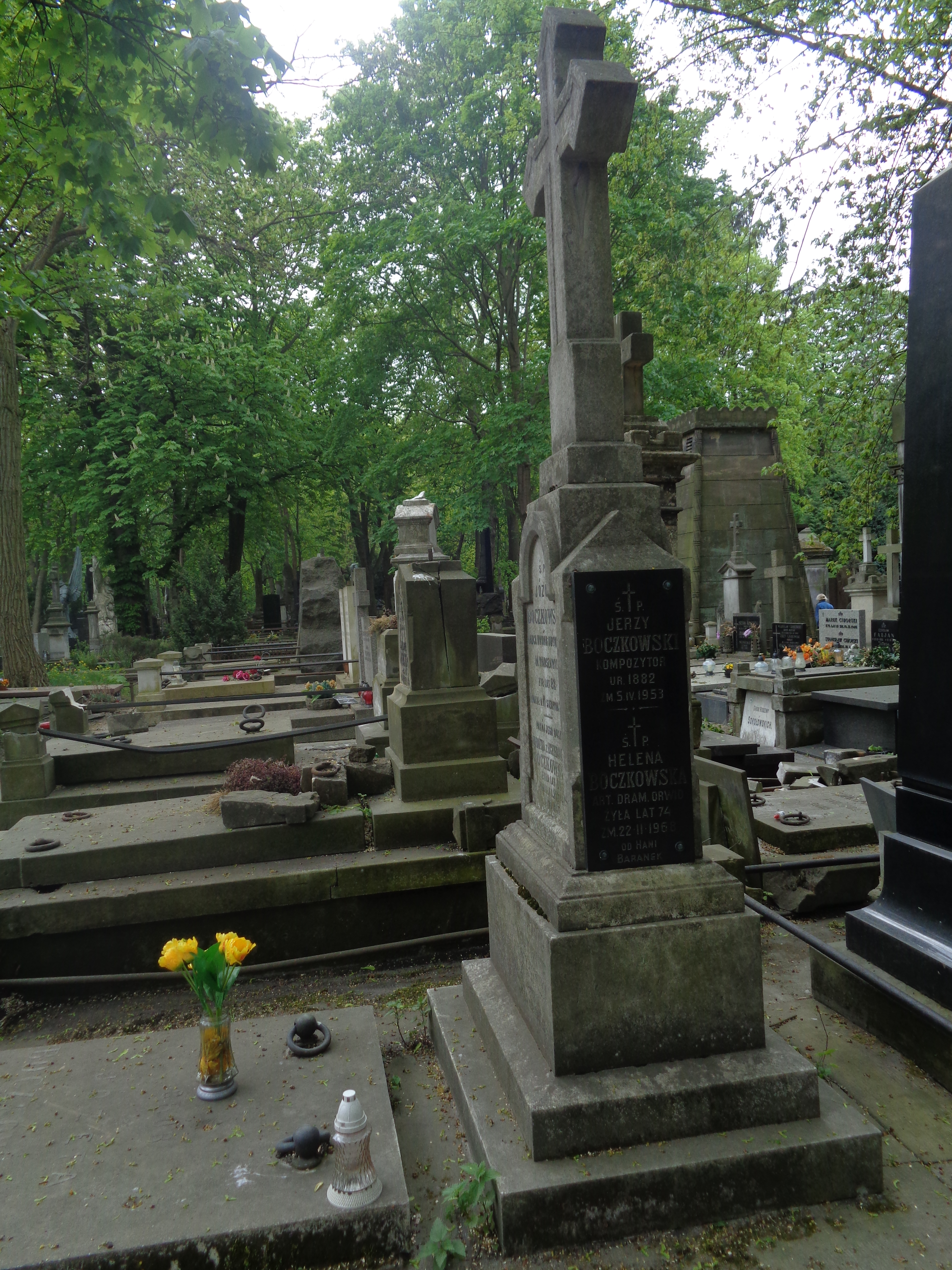
Grób Jerzego Boczkowskiego na cmentarzu Powązkowskim w Warszawie

Jerzy Boczkowski (ur. 24 kwietnia 1882 we Włocławku, zm. 5 kwietnia 1953 w Warszawie) – polski kompozytor, dyrektor teatralny, dziennikarz, prezes Związku Autorów i Kompozytorów Scenicznych w latach 1936–1947.

## Życiorys
Urodził się w rodzinie Józefa i Marii z Chałupczyńskich (zm. 1915). W 1900 ukończył gimnazjum realne w Warszawie, a następnie studiował na politechnikach w Warszawie, Pradze i Berlinie. Nie zdobył jednak tytułu inżyniera. 
W latach 1908–1917 redaktor Nowej Gazety, w 1915 kierownik muzyczny warszawskiego teatrzyku Żywa Mucha, 1917 kierownik literacko-artystyczny kabaretu Miraż, następnie kabaretu Argus. W 1919 był współzałożycielem kabaretu Qui Pro Quo, a następnie jego kierownikiem literacko-artystycznym i współdyrektorem do 1930 i współwłaścicielem (od 1921) wraz z Sewerynem Majde. W 1921 był kierownikiem teatrzyku Wodewil. W 1931 współdyrektorem Melodramu, który założył wraz z Leonem Schillerem. Teatr działał tylko jeden sezon. W 1932 wznowił na krótko działalność Qui Pro Quo, a po jego likwidacji przez jeden sezon był dyrektorem teatru Morskie Oko. Ostatnim przedsięwzięciem Boczkowskiego przed II wojną światową był założony w 1937 kabaret Małe Qui Pro Quo mieszczący się na pierwszym piętrze kawiarni Ziemiańska.
W okresie okupacji niemieckiej, od 1941, był dyrektorem oficjalnego teatru Złoty Ul mieszczącego się przy Nowym Świecie. Teatry tego typu były potępiane, a udział w ich działalności zakazany przez Tajną Radę Teatralną. Mimo tego wystawiano tam rewie takie jak W ululanym ulu – upiły się pszczółki miodem czy Moczmy nogi. W marcu 1944 teatr został przemianowany na Wodewil. Inauguracyjnym przedstawieniem była francuska farsa Pan naczelnik to ja, w której główną rolę grał Antoni Fertner. Przedstawienie zostało później przerobione przez Boczkowskiego na komedię muzyczną.
Po wojnie, w 1945, stworzył działający na warszawskiej Pradze teatrzyk Różowy Balonik nawiązujący do tradycyjnych przedwojennych kabaretów. Po jego rozwiązaniu był pierwszym powojennym prezesem Związku Autorów i Kompozytorów Scenicznych. Funkcję tę sprawował do 1947.
Był kompozytorem wielu piosenek, m.in. Szumiały mu echa kawiarni z własnym tekstem, Mam chłopczyka na Kopernika ze słowami Juliana Tuwima wykonywaną w kabarecie Qui Pro Quo przez Hankę Ordonównę, Na Czerniakowskiej ze słowami Konrada Toma czy Ty zapomnisz o letniej przygodzie. Autor operetek Jeszcze jeden (1916) i Pudełko z zabawkami (1917). Dla Qui Pro Quo napisał jednoaktowe operetki Na jasnym brzegu i Pomponette. Tworzył również muzykę do skeczów kabaretowych.
Od 27 grudnia 1925 był mężem Heleny z Ziółkowskich (zm. 1968).
Zmarł w Warszawie, spoczywa na cmentarzu Powązkowskim (kwatera 39-3-1,2).